# Bryan Mantia
 Der er for få eller ingen kildehenvisninger i denne artikel, hvilket er et problem. Du kan hjælpe ved at angive troværdige kilder til de påstande, som fremføres i artiklen.

Bryan Kei Mantia bedre kendt af hans scene navn Brain, er en amerikansk rocktrommeslager og komponist. Han har spillet med bands som Primus, Guns N' Roses, Praxis og Godflesh, og med andre udøvende kunstnere som Tom Waits, Serj Tankian, Bill Laswell, Bootsy Collins og Buckethead. Han har også lavet sessionsarbejde for mange kunstnere og bands.